# Enric Mas
Enric Mas Nicolau (Artà, 7 gennaio 1995) è un ciclista su strada spagnolo che corre per la Movistar Team.
Professionista dal 2017, ha caratteristiche di scalatore. In carriera, ha vinto una tappa e si è piazzato al secondo posto, nella classifica generale, della Vuelta a España 2018, vincendo inoltre la classifica giovani, per due volte, nel 2018 e nel 2020. Mentre nel 2021 e nel 2022 è arrivato per due volte consecutive, nella piazza d'onore in classifica. Tuttavia, alla Vuelta a España 2024, conquista l'ennesimo podio, giungendo terzo.

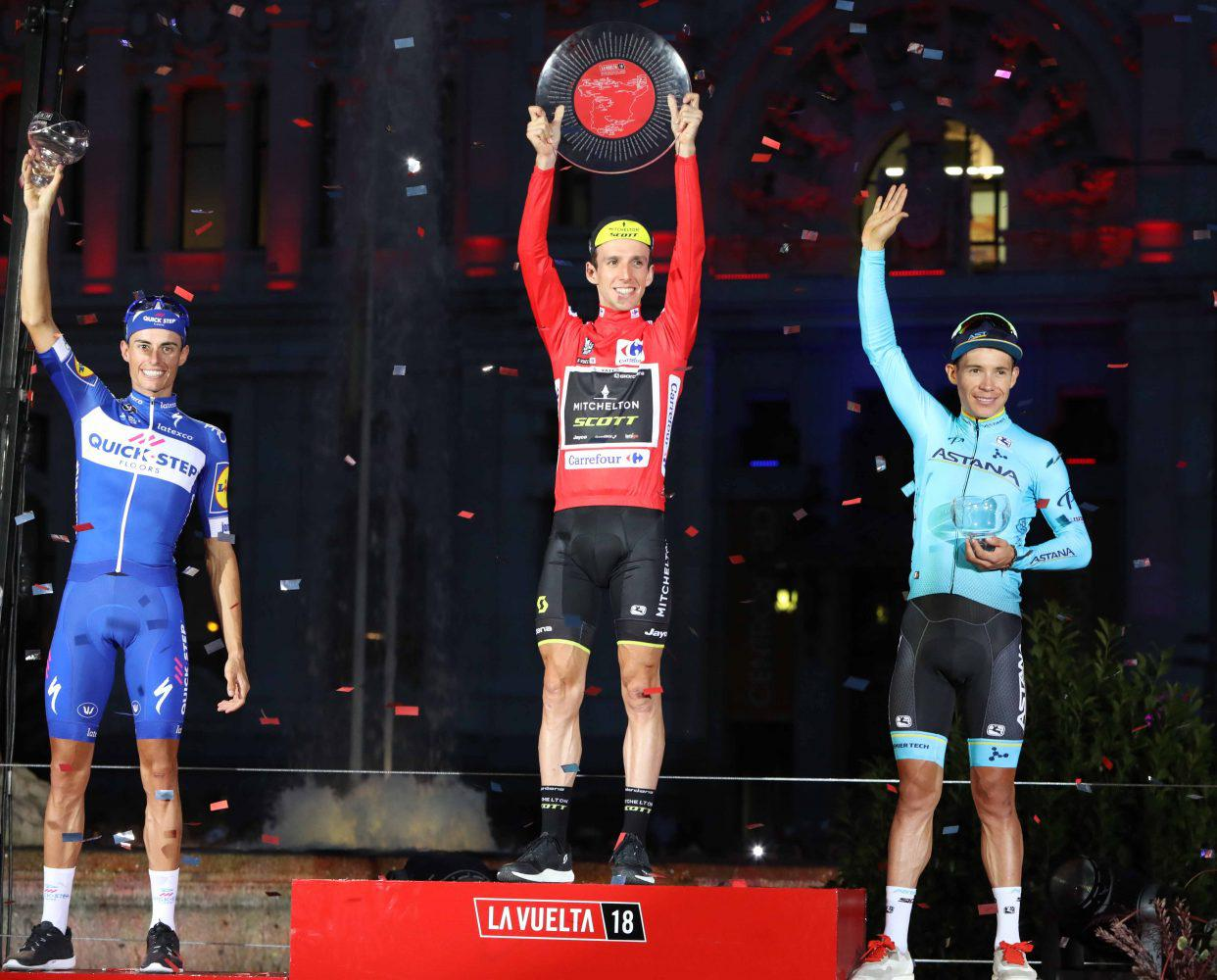
Enric Mas sul secondo gradino del podio alla Vuelta a España 2018.

## Palmarès
- 2012 (Juniores)

Campionati spagnoli, Prova a cronometro Juniores
- 2016 (Klein Constantia, tre vittorie)

2ª tappa Volta ao Alentejo (Monforte > Montemor-o-Novo)
Classifica generale Volta ao Alentejo
Classifica generale Tour de Savoie Mont-Blanc
- 2018 (Quick-Step Floors, due vittorie)

6ª tappa Giro dei Paesi Baschi (Eibar > Arrate)
20ª tappa Vuelta a España (Escaldes-Engordany > Collada de la Gallina)
- 2019 (Deceuninck-Quick Step, due vittorie)

4ª tappa Tour of Guangxi (Nanning > Nongla Scenic Area)
Classifica generale Tour of Guangxi
- 2021 (Movistar Team, una vittoria)

3ª tappa Volta a la Comunitat Valenciana (Torrent > Alto de la Reina)
- 2022 (Movistar Team, una vittoria)

Giro dell'Emilia

### Altri successi
- 2015 (Specialized - Fundación Contador)

3ª tappa Vuelta a Bidasoa (Orio > Orio)
- 2016 (Klein Constantia)

Classifica a punti Volta ao Alentejo
Classifica giovani Volta ao Alentejo
Classifica a punti Tour de Savoie Mont-Blanc
Classifica giovani Tour de Savoie Mont-Blanc
Classifica a punti Giro della Valle d'Aosta
- 2017 (Quick-Step Floors)

Classifica giovani Vuelta a Burgos
- 2018 (Quick-Step Floors)

Classifica giovani Giro dei Paesi Baschi
Classifica generale Hammer Sportzone Limburg
Classifica giovani Tour de Suisse
- 2019 (Deceuninck-Quick Step)

Classifica giovani Tour of Guangxi
- 2020 (Movistar Team)

Classifica giovani Vuelta a España

## Piazzamenti

### Grandi Giri
- Tour de France

2019: 22º
2020: 5º
2021: 6º
2022: non partito (19ª tappa)
2023: ritirato (1ª tappa)
2024: 19º
2025: ritirato (18ª tappa)
- Vuelta a España

2017: 71º
2018: 2º
2020: 5º
2021: 2º
2022: 2º
2023: 6º
2024: 3°

### Classiche monumento
- Liegi-Bastogne-Liegi

2017: ritirato
2018: 81º
2019: 59º
2021: 116º
2022: 12º
2023: ritirato
2025: 99º
- Giro di Lombardia

2018: 51º
2019: 13º
2022: 2º
2023: ritirato
2024: 5º

### Competizioni mondiali
- Campionati del mondo

Limburgo 2012 - In linea Juniores: 34º
Innsbruck 2018 - In linea Elite: ritirato
Imola 2020 - In linea Elite: ritirato
Zurigo 2024 - In linea Elite: 8°

### Competizioni europee
- Campionati europei

Goes 2012 - In linea Juniores: 43º
Frýdek-Místek 2013 - Cronometro Juniores: 45º